# Quedius cinctus
Quedius cinctus es una especie de escarabajo del género Quedius, familia Staphylinidae. Fue descrita científicamente por Paykull en 1790.
Especie nativa del paleártico. Habita en Reino Unido, Suecia, Francia, Noruega, Finlandia, Austria, Alemania, Países Bajos, Ucrania, Dinamarca, Estonia, Bélgica, Italia, Grecia, Polonia, Rusia, Croacia, Liechtenstein, Luxemburgo, Eslovaquia, Suiza, Portugal, Argelia, Canadá y los Estados Unidos (desde Nuevo Brunswick hasta Nueva Jersey, también en Nueva York y Washington). Se encuentra en material orgánico en descomposición.

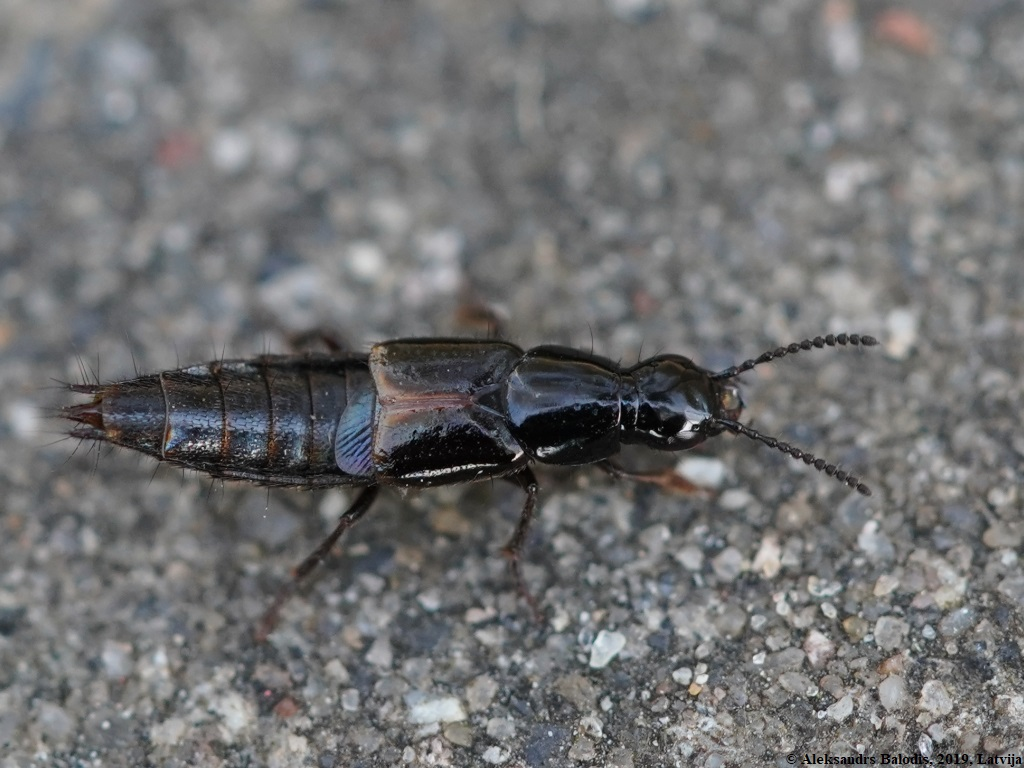
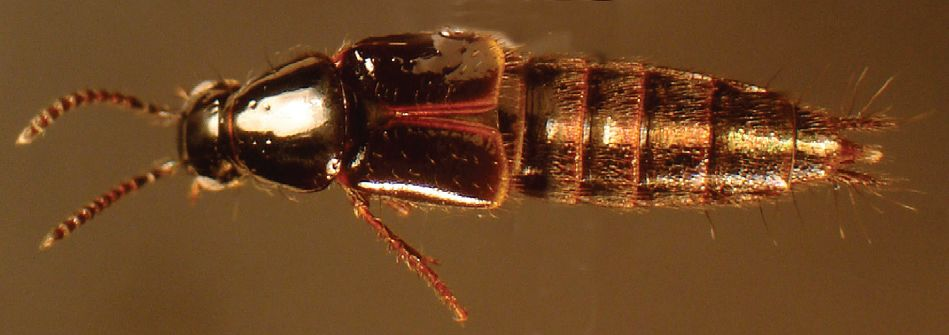
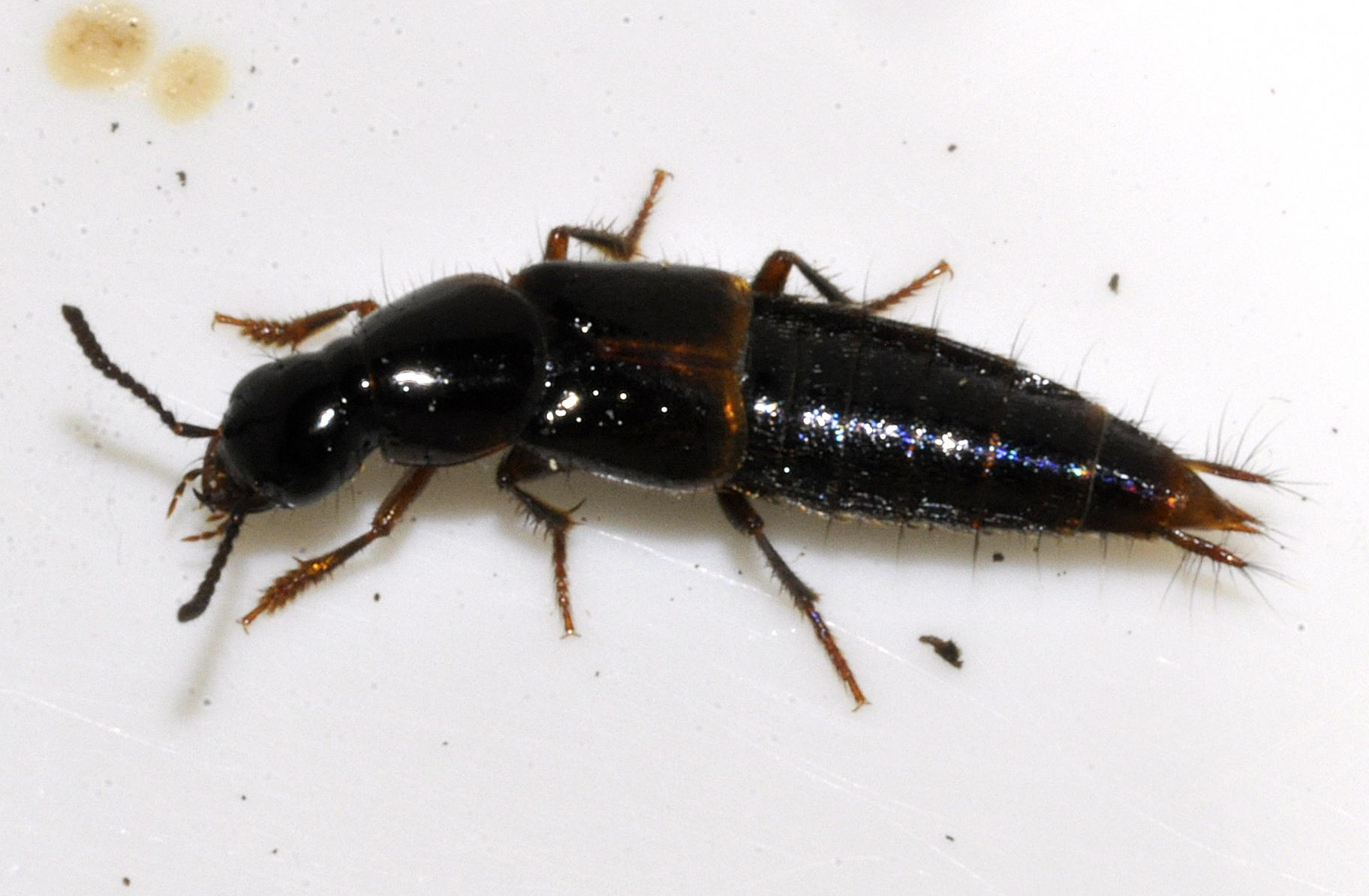
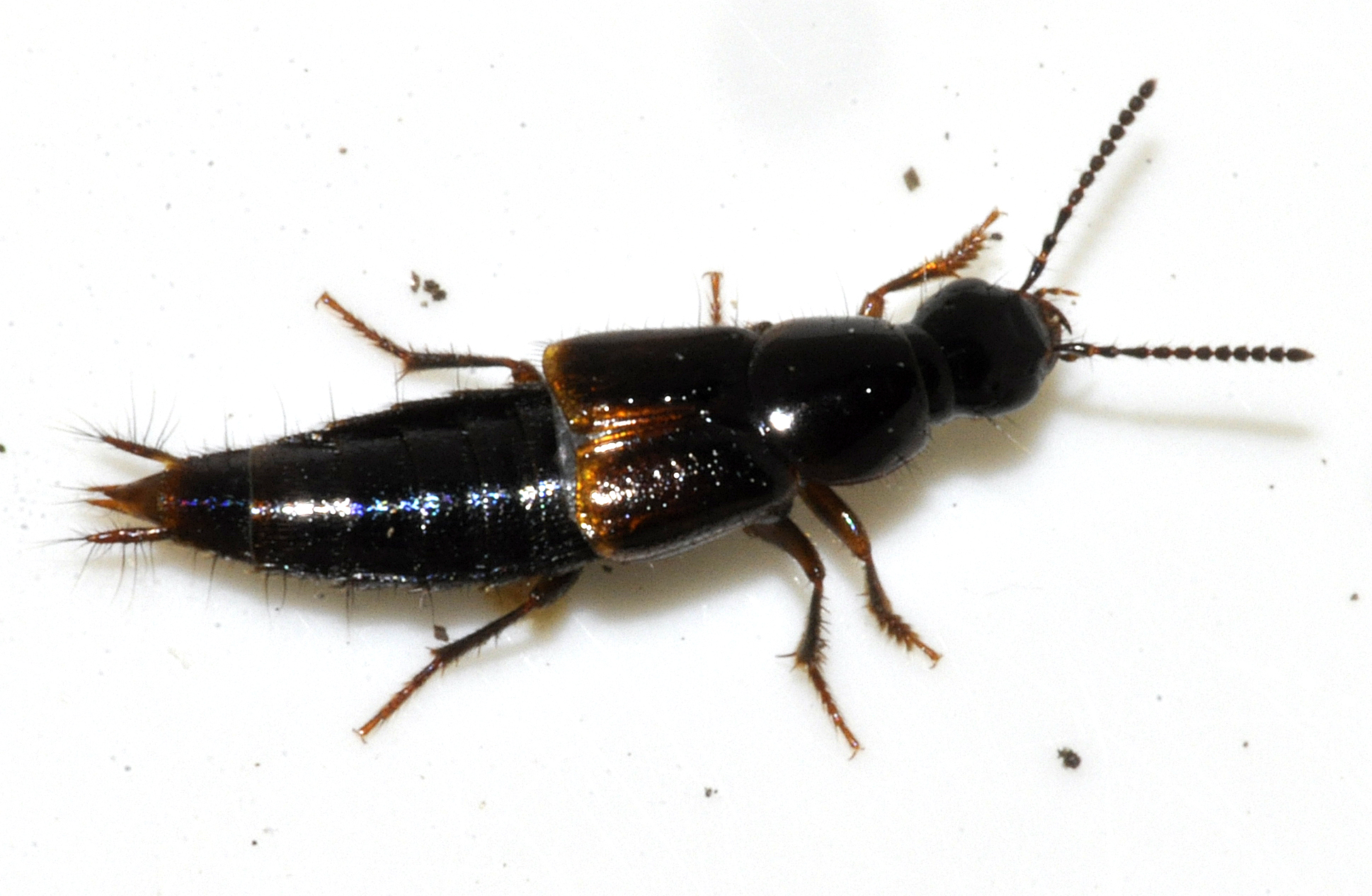